# Забіне Дене
Забіне Дене (нім. Sabine Dähne, 27 лютого 1950) — східнонімецька академічна веслувальниця.
Срібна призерка Олімпійських Ігор 1976 року в складі розпашної двійки без стернової.
Чемпіонка світу 1974 (розпашні четвірки зі стерновою), 1975, 1977 років у складі розпашної двійки без стернової.
Срібна призерка Чемпіонату Європи 1969, 1972, 1973 років у складі розпашної четвірки зі стерновою, бронзова призерка 1970 року в складі парної четвірки зі стерновою.